# Glen Chin
Glen Chin (Stockton (California), 27 de enero de 1948 – Stockton (California), 16 de agosto de 2018) fue un actor estadounidense de descendencia china que protagonizó películas de cine y televisión.

## Biografía
Chin era el mayor de ocho hijos. Su padre era el propietario de la empresa cárnica Quong Wah Yen en Chinatown. Estudió en el Stagg High School de Stockton donde se apuntó a talleres de drama y coro. Después, estudió música en el Conservatorio de Música de la Universidad del Pacífico e, incluso, tocó el contrabajo en la Sinfónica de Stockton.
Chin apareció en la película 50 primeras citas (50 First Dates) como el cliente de café hawaiano, Loca academia de maleantes (The Underachievers) (1987) y After One Cigarette como Shigeru. También apareció en películas chinas como Hollywood Hong Kong. Entre sus trabajos de televisión, destacan Boy Meets World, Night Stand with Dick Dietrick, Mighty Max y Seinfeld. En este último, aparece en el episodio "The Opera", donde Chin interpreta a Harry Fong, un personaje que compra una entrada rebajada para una ópera de George Costanza justo antes (o durante) de que su novia Susan termina haciendo la ópera, así que al final, Jerry Seinfeld, Elaine Benes, Cosmo Kramer, el personaje de Chin y Susan acaban viendo la ópera.
También es conocido por aparecer en el videoclip "Black or White" de Michael Jackson, donde Chin se transforma en Tyra Banks.
Chin se casó con Roberta Chow, la hija del productor de Hong Kong Raymond Chow.